# 82. výsadková divize
82. výsadková divize Armády Spojených států amerických (anglicky 82nd Airborne Division) vznikla roku 1917 v Camp Gordon jako celoamerická pěší divize. Celoamerická proto, jelikož její složení nebralo ohled na státní původ vojáků, což bylo v té době v Americké armádě výjimečné. Divize byla poprvé nasazena v první světové válce na západní frontě ve Francii, kde se zúčastnila mnoha úspěšných operací.
V květnu 1919 byla divize demobilizována, ale pouze na dva roky, poté byla znovu rekonstituována.
Po japonském útoku na Pearl Harbor byla 82. pěší divize povolána do aktivní služby. Po návratu do Spojených států amerických byla ustanovena jako první výsadková divize v Americké armádě. Tímto krokem byla divize rozdělena do několika nových pluků.
Poprvé výsadkáři seskočili v Tunisku v roce 1942.
V roce 1943, 9. července seskočila 82. výsadková divize nad Sicílií a 13. září u Salerna.
Roku 1944 se divize připojila k invazi v Normandii, kde pokračovala v bojích po 33 dní, poté se stáhla zpět do Spojeného království.
Zanedlouho provedla svůj další výsadkový útok, tentokrát v Nizozemsku v rámci operace Market Garden. Zde je potřeba upozornit na vojína Johna Towla, který sám odrazil nepřátelský protiútok 100 mužů a 2 tanků, za tento čin mu byla udělena Medaile cti, nejvyšší americké vojenské vyznamenání. Na jaře r. 1945 provedla divize svou poslední operaci během druhé světové války.
Až v roce 1965 byla opět nasazena k výsadku v Dominikánské republice k uklidnění nepokojů způsobených rebely. Zde strávila rok.
Po boku 101. divize byla 82. vyslána do Vietnamu. Po operaci Yorktown Victor se po roce vrátila zpět do Fort Bragg.
V 80. letech byly její bojové schopnosti otestovány v operaci Urgent Fury, kde měla zachránit studenty na ostrově Grenada.
Na počátku r. 1990 byly jednotky 82. výsadkové divize povolány do Kuvajtu v rámci operace Pouštní štít a do Iráku operace Pouštní bouře.
V roce 1999 byla jednotka vyslána do válkou zničeného Kosova, jako součást mírových sil.
Po teroristickém útoku 11. září 2001 prezident Bush povolal vojenské jednotky k boji s mezinárodním terorismem. Vojáci 82. byli rozmístěni do Afghánistánu, aby poskytovali vojenskou podporu.
V červnu 2001 82. výsadková divize působila jako vojenská podpora operace Trvalá svoboda.